# Лимбуржани
Лимбуржани су мали германски народ, сродан Холанђанима, који претежно живи у Холандији, то јест у провинцији Лимбург. Лимбуржана има укупно око 700.000, од тога највише у Холандији, али их има и у Белгији, Немачкој, Француској и другим државама. По вероисповести су већином католици. Говоре лимбуршким језиком који спада у германску групу индоевропске породице језика.